# Euphaedra bombeana
Euphaedra bombeana är en fjärilsart som beskrevs av D'abrera 1980. Euphaedra bombeana ingår i släktet Euphaedra och familjen praktfjärilar. Inga underarter finns listade i Catalogue of Life.